# 계획존속청구권
계획존속청구권은 행정계획의 변경·폐지에 대하여 그 행정계획의 유지와 계속적인 존속을 요구할 수 있는 당사자의 권리를 말한다.

## 인정 여부
통설과 판례는 이러한 청구권은 일반적으로 허용되지 아니한다고 한다. 개별적인 경우에는 구체적인 사안을 고려하여 계획변경이나 폐지를 통하여 달성하고자 하는 공익보다 당사자의 이익이 더 큰 경우에는 이를 인정할 수도 있는 것이다.